# Benjamin Steuer

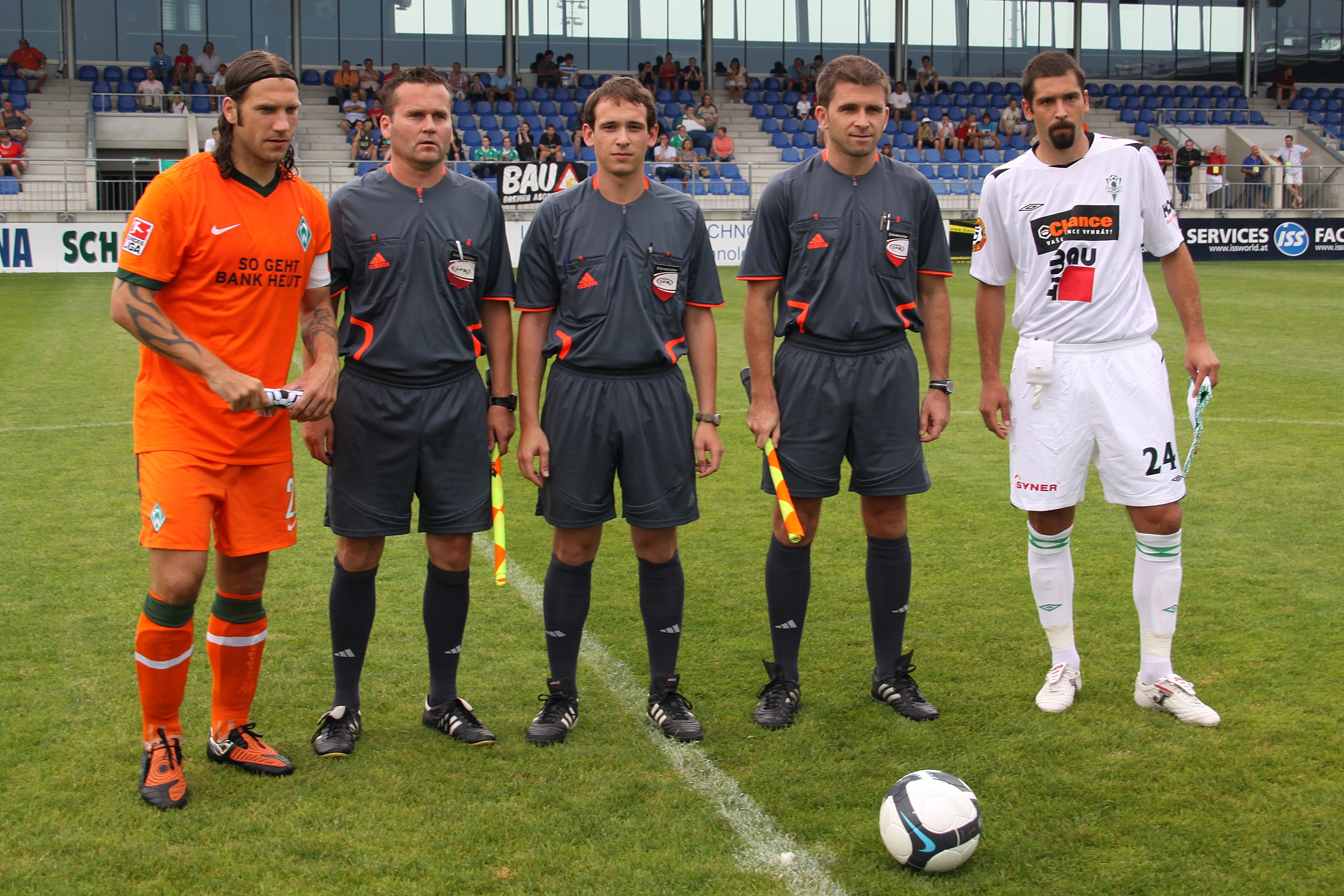
Schiedsrichter Steuer mit den Assistenten Paul Pethö (links) und Roland Braunschmidt am 15. Juli 2009 beim Freundschaftsspiel Werder Bremen (Kapitän Torsten Frings, links), gegen FK Jablonec (Kapitän Petr Pavlík).

Benjamin Steuer (* 24. Mai 1986 in Hainburg an der Donau) ist ein österreichischer Fußballschiedsrichter. Er ist Mitglied des burgenländischen Fußballverbandes und gehört dem burgenländischen Schiedsrichterkollegium (Schiedsrichtergruppe Nord) an.

## Laufbahn als Fußballspieler
Im Alter von zehn Jahren begann Steuer 1996 in seinem Heimatort Gols, beim SV Gols, als Torwart Fußball zu spielen. Dort durchlief er mehrere Altersstufen. Obwohl er sich durchaus talentiert zeigte, sah er als Fußballspieler keine Erfüllung, weshalb er bereits 2001 seine aktive Tätigkeit wieder beendete, da er andere Ziele im Fußballsport hatte.

## Laufbahn als Fußballschiedsrichter

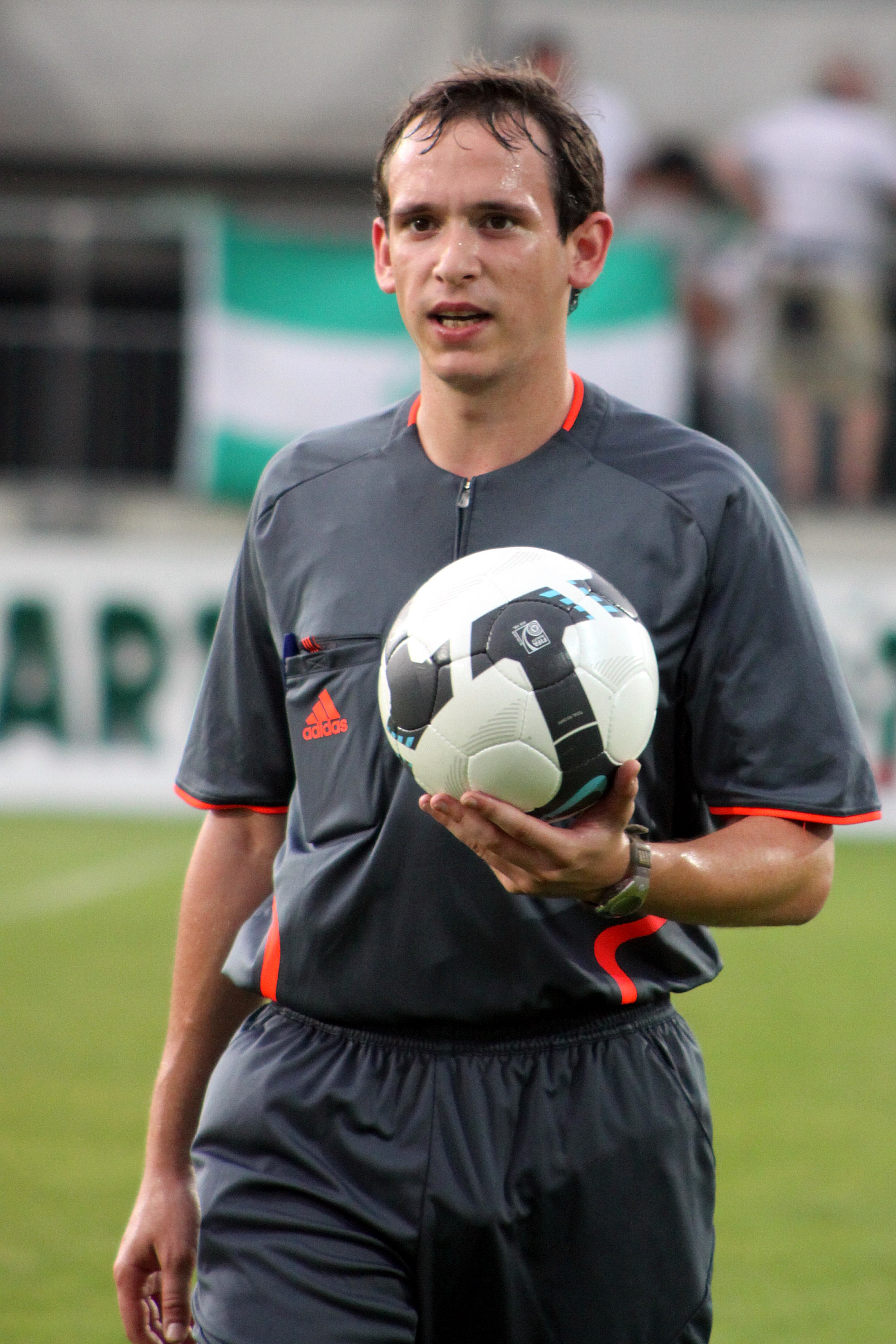
Benjamin Steuer, 2009, als jüngster Bundesligaschiedsrichter Österreichs.

Nachdem Steuer am 11. August 2001 die Prüfung zum Fußballschiedsrichter erfolgreich abgelegt hatte, wurde er aufgrund seines Alters zunächst für die Leitung von Nachwuchsspielen eingeteilt. Dort beeindruckte er durch seinen Ehrgeiz und ließ bereits sein Talent erkennen. Durch die Aufnahme in den Talentekader des burgenländischen Schiedsrichterkollegiums unter der Leitung des ehemaligen Bundesliga-Schiedsrichters Eduard Freunthaller wurde ihm eine optimale Betreuung zuteil, durch die ihm ein rasanter Aufstieg gelang. Bereits am 31. März 2006 durfte er im Alter von gerade einmal 20 Jahren im Spiel der SV Rohrbach gegen die SV Neuberg (0:0) sein Debüt in der burgenländischen Landesliga (vierte Leistungsstufe) bestreiten.
Am 11. August 2006 durfte Steuer erstmals Bundesligaluft schnuppern, als er im Spiel der Ersten Liga FC Gratkorn gegen den FC Kärnten (3:0) als Assistent von Schiedsrichter Christian Dintar eingesetzt wurde.
Da Steuer auch in der Landesliga durchwegs gute Beurteilungen bekam, durfte er bereits am 21. September 2007 im Spiel des FC Admira Wacker Mödling gegen die SV Wienerberg (2:1) sein erstes Spiel in der dritten Leistungsstufe, der Regionalliga Ost leiten. Dabei wurde er gleich voll gefordert, denn Steuer musste zwei Spieler, einen mit der roten Karte und einen mit der roten Karte vorzeitig vom Platz schicken. Insgesamt kam Steuer in der Saison 2007/08 zu acht und in der Saison 2008/09 zu sieben Einsätzen in der Regionalliga Ost. Nachdem er auch seine beiden Qualifikationsspiele – in der Regionalliga West am 21. März 2009 WSG Wattens gegen FC Hard (4:2) und in der Regionalliga Mitte am 15. Mai 2009 FC Blau-Weiß Linz gegen TSV Hartberg (0:1) – zur Zufriedenheit der Beobachter leitete, wurde er mit 1. Juli 2009 in den Kader der österreichischen Bundesligaschiedsrichter aufgenommen.
Sein erstes Spiel in der Ersten Liga hatte Steuer am 24. Juli 2009 mit der Begegnung zwischen dem SKN St. Pölten und dem FC Red Bull Salzburg II (2:2), in der er gleich neun gelbe Karten, davon sechs wegen Foulspiels, zeigte. Überhaupt zeichnet sich Steuer aus, dass er keine Disziplinlosigkeiten einreißen lässt. Eine Eigenschaft, die auch bei den Schiedsrichterbeobachtern gut ankommt, weshalb er sich gleich in seiner ersten Saison über 14 Einsätze in der zweithöchsten Liga freuen durfte. Bei seinem ersten offiziellen Einsatz im Profibereich machte Steuer seinem Vornamen alle Ehre, denn er war mit 23 Jahren und 61 Tagen der jüngste Schiedsrichter, der jemals ein Spiel im österreichischen Profifußball leiten durfte.
Bereits zuvor wurde Steuer eine weitere Auszeichnung zuteil, als er am 15. Juli 2009 im Sonnenseestadion in Ritzing mit dem Freundschaftsspiel Werder Bremen gegen FK Jablonec (5:2) eine internationale Begegnung leiten durfte. Erstmals internationale Luft durfte er jedoch schon am 25. Juli 2006 als Assistent von Schiedsrichter Thomas Paukovits beim Freundschaftsspiel der SV Mattersburg gegen Arsenal London (1:2) schnuppern.
Benjamin Steuer, der im ehemaligen FIFA-Schiedsrichter und Obmann des burgenländischen Schiedsrichterkollegiums Günter Benkö sein großes Vorbild hat, scheint somit die weitere Karriere vorgezeichnet zu sein. Benkö lobt auch dessen Engagement und Leistungen, weiß aber auch, dass dafür nicht nur Können, sondern auch Glück und Geduld erforderlich ist. Steuer ist bereit diese Herausforderungen anzunehmen.

## Spielleitungen in der österreichischen Ersten Liga
Stand: 5. März 2011
| Spiel | Saison  | Datum      | Heimmannschaft           | – | Gastmannschaft        | Ergebnis |   |   |   | Elf- meter | Anmerkung |
| ----- | ------- | ---------- | ------------------------ | - | --------------------- | -------- | - | - | - | ---------- | --------- |
| 01    | 2009/10 | 24.07.2009 | SKN St. Pölten           | – | Red Bull Salzburg II  | 2:2      | 9 | 0 | 0 | 0          |           |
| 02    | 2009/10 | 21.08.2009 | Hartberg                 | – | FC Lustenau           | 1:0      | 7 | 0 | 0 | 0          |           |
| 03    | 2009/10 | 11.09.2009 | Austria Wien II          | – | Red Bull Salzburg II  | 1:0      | 3 | 0 | 0 | 1          |           |
| 04    | 2009/10 | 02.10.2009 | FC Dornbirn              | – | Gratkorn              | 1:2      | 5 | 0 | 1 | 0          |           |
| 05    | 2009/10 | 23.10.2009 | SKN St. Pölten           | – | Vienna                | 0:2      | 4 | 0 | 0 | 0          |           |
| 06    | 2009/10 | 06.11.2009 | FC Lustenau              | – | Red Bull Salzburg II  | 0:2      | 6 | 0 | 0 | 0          |           |
| 07    | 2009/10 | 26.02.2010 | Austria Wien II          | – | Gratkorn              | 0:0      | 3 | 1 | 1 | 0          |           |
| 08    | 2009/10 | 12.03.2010 | Hartberg                 | – | Red Bull Salzburg II  | 2:1      | 5 | 0 | 0 | 0          |           |
| 09    | 2009/10 | 23.03.2010 | SKN St. Pölten           | – | FC Lustenau           | 2:0      | 1 | 0 | 1 | 0          |           |
| 10    | 2009/10 | 06.04.2010 | Gratkorn                 | – | Admira Wacker Mödling | 2:2      | 5 | 1 | 0 | 2          |           |
| 11    | 2009/10 | 23.04.2010 | Dornbirn                 | – | Red Bull Salzburg II  | 0:2      | 2 | 0 | 0 | 0          |           |
| 12    | 2009/10 | 04.05.2010 | Austria Wien II          | – | FC Lustenau           | 1:2      | 4 | 0 | 0 | 0          |           |
| 13    | 2009/10 | 14.05.2010 | Red Bull Salzburg II     | – | Gratkorn              | 1:2      | 5 | 0 | 0 | 0          |           |
| 14    | 2009/10 | 21.05.2010 | Austria Wien II          | – | Dornbirn              | 2:1      | 4 | 0 | 0 | 1          |           |
| 15    | 2010/11 | 16.07.2010 | Hartberg                 | – | SKN St. Pölten        | 2:2      | 4 | 3 | 0 | 1          |           |
| 16    | 2010/11 | 02.08.2010 | Admira Wacker Mödling    | – | Austria Lustenau      | 2:0      | 4 | 0 | 0 | 1          |           |
| 17    | 2010/11 | 20.08.2010 | Vienna                   | – | Gratkorn              | 1:1      | 6 | 1 | 1 | 0          |           |
| 18    | 2010/11 | 15.10.2010 | Wolfsberger AC/St. Andrä | – | Grödig                | 2:0      | 6 | 0 | 0 | 0          |           |
| 19    | 2010/11 | 22.10.2010 | Vienna                   | – | SKN St. Pölten        | 3:4      | 7 | 1 | 0 | 0          |           |
| 20    | 2010/11 | 19.11.2010 | Grödig                   | – | Vienna                | 3:2      | 4 | 0 | 0 | 0          |           |
| 21    | 2010/11 | 04.03.2011 | Wolfsberger AC/St. Andrä | – | FC Lustenau           | 1:2      | 5 | 0 | 0 | 1          |           |

## Spielleitungen im ÖFB-Cup
Stand: 5. März 2011
| Spiel | Saison  | Datum      | Heimmannschaft           | – | Gastmannschaft        | Ergebnis |   |   |   | Elf- meter | Anmerkung |
| ----- | ------- | ---------- | ------------------------ | - | --------------------- | -------- | - | - | - | ---------- | --------- |
| 01    | 2009/10 | 15.08.2009 | KSV Ankerbrot Montelaa   | – | Admira Wacker Mödling | 0:5      | 3 | 0 | 0 | 0          |           |
| 02    | 2009/10 | 18.09.2009 | Admira Wacker Mödling II | – | Vienna                | 0:2      | 7 | 0 | 0 | 0          |           |
| 03    | 2010/11 | 17.08.2010 | Stegersbach              | – | Mattersburg           | 1:5      | 8 | 1 | 0 | 1          |           |
| 04    | 2010/11 | 16.09.2010 | Amstetten                | – | SCR Altach            | 0:2      | 7 | 1 | 0 | 0          |           |

## Internationale Einsätze
Stand: 5. März 2011
| Spiel | Datum      | Bewerb             | Heimmannschaft | – | Gastmannschaft | Ergebnis |   |   |   | Elf- meter | Anmerkung                   |
| ----- | ---------- | ------------------ | -------------- | - | -------------- | -------- | - | - | - | ---------- | --------------------------- |
| 01    | 15.07.2009 | Freundschaftsspiel | Werder Bremen  | – | FK Jablonec    | 5:2      | 4 | 0 | 0 | 1          | Sonnenseestadion in Ritzing |

## Persönliches
Benjamin Steuer hat an der Hotelfach- und Tourismusschule „Pannoneum“ in Neusiedl am See erfolgreich die Matura abgelegt und ist heute beruflich als Angestellter in der Personalverwaltung tätig. Er lebt in einer Lebensgemeinschaft und hat einen Sohn. Neben der Familie und dem Fußballsport widmet er sich in seiner Freizeit dem Radfahren und Wandern.